# Liste de points extrêmes de l'Antarctique
Voici une liste des points extrêmes de l'Antarctique.

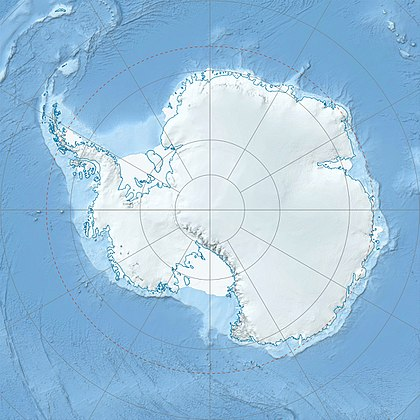
Carte de l'Antarctique

## Latitude et longitude
- Nord : Bout de la péninsule Antarctique (63° 23′ S, 57° 00′ O)
- Sud : Pôle Sud géographique (90° 00′ S, 0° 00′ O)
- Est et Ouest : méridien de 180°

## Isolement
- Le point de l'Antarctique le plus éloigné de toute côte est situé à 85° 50′ S, 65° 47′ E.

## Altitude
- Maximale : Massif Vinson,  4897 m (78° 35′ S, 85° 25′ O)
- Minimale : La tranchée subglaciaire Bentley atteint la profondeur de -2540 m, mais est couverte d'une épaisseur de glace de plusieurs kilomètres.

## Vue d'ensemble
| Prime Head Pôle Sud 180e méridien Pôle Sud d'inaccessibilité Karlsen Rock Shag Rocks Norvegiabåen Sail Rock Judge and Clerk Islets Massif Vinson Canyon Denman Meteor Deep |